# Pinanga sarmentosa
Pinanga sarmentosa là loài thực vật có hoa thuộc họ Arecaceae. Loài này được Saw mô tả khoa học đầu tiên năm 2003.